# Расторгуев, Николай Сергеевич
Николай Сергеевич Расторгуев (1920—1997) — советский конструктор, Герой Социалистического Труда (1966).

## Биография
Николай Сергеевич Расторгуев родился 16 ноября 1920 года в деревне Онискино (ныне — Звенигородский район Московской области). В 1946 году он окончил Московский государственный университет, после чего работал в Государственном научно-исследовательском институте № 504 (ныне — Открытое акционерное общество «Импульс»), прошёл путь от старшего инженера до главного конструктора этого института.
Расторгуев стоял у истоков научно-технической школы своего института, непосредственно участвовал либо руководил во всех его разработках на протяжении нескольких десятилетий. Возглавлял научно-исследовательские работы, позволившие разработать научные основы применения теории эффективности и моделирования управления автономных систем и устройств ближней радиолокации. При его участии разрабатывались: радиовзрыватели управляемых ракет для комплексов противовоздушной обороны, стоявших на вооружении СССР и России, системы управления, наведения и подрыва, новейшие радиовысотомеры, активно применявшиеся в космонавтике, телевизионные головки наведения высокоточных корректируемых авиационных бомб. Кроме того, входил в Научно-технические советы своего института и Министерства машиностроения СССР, являлся обладателем патентов на 36 изобретений, опубликовал свыше 80 научных работ.
Закрытым Указом Президиума Верховного Совета СССР в 1966 году Николай Сергеевич Расторгуев был удостоен высокого звания Героя Социалистического Труда с вручением ордена Ленина и медали «Серп и Молот». В 1980 году ему была присуждена Государственная премия СССР.
Умер в 1997 году.
Был также награждён орденами Трудового Красного Знамени и «Знак Почёта», рядом медалей.